# Cuscuteae
Cuscuteae es una tribu de plantas de flores de la familia de las convolvuláceas (conocidas coloquialmente como campánulas) que incluye las siguientes especies:
- Cuscuta californica
- Cuscuta campestris
- Cuscuta chilensis
- Cuscuta epilinum
- Cuscuta epithymum
- Cuscuta europeae
- Cuscuta lupuliformis

## Géneros
- Cuscuta